# Reichstagswahlkreis Großherzogtum Mecklenburg-Schwerin 6

Die Wahlkreisaufteilung des Deutschen Reichs.

Der Reichstagswahlkreis Großherzogtum Mecklenburg-Schwerin 6 (in der reichsweiten Durchnummerierung auch Reichstagswahlkreis 353; auch Reichstagswahlkreis Güstrow-Ribnitz genannt) war der sechste Reichstagswahlkreis für das Großherzogtum Mecklenburg-Schwerin für die Reichstagswahlen im Deutschen Reich und im Norddeutschen Bund von 1867 bis 1918.

## Wahlkreiszuschnitt
Der Wahlkreis umfasste zu den Wahlen zum Reichstag des Norddeutschen Bundes: Die Städte Gnoien, Goldberg, Güstrow, Neufalen, Krakow, Lage, Malchin, Malchow, Marlow, Penzlin, Plau, Ribnitz, Röbel, Schwaan, Stavenhagen, Sülz, Tessin, Teterow und Waren mit ihrem Stadtgebiet und den Kämmereigütern sowie die Seestadt Rostock mit Warnemünde.
Der Wahlkreis umfasste bei den Wahlen zum Reichstags des deutschen Kaiserreichs den Aushebungsbezirk Güstrow ohne die Landgemeinden Hof und Dorf Woserin, Hohenfeld und Schlowe, den Aushebungsbezirk Ribnitz, aus dem Aushebungsbezirk Rostock die Landgemeinden Kassow, Groß und Klein Freienholz, Meierei Oberhof, Hof und Dorf Lanitz, aus dem Aushebungsbezirk Doberan die Landgemeinde Oetteln sowie aus dem Aushebungsbezirk Malchin die Landgemeinden Grambzow und Pohnsdorf.
| Jahr | Einwohner |
| ---- | --------- |
| 1890 | 80.402    |
| 1895 | 85.090    |
| 1900 | 84.080    |
| 1905 | 84.921    |
| 1910 | 86.097    |

|      | Landwirtschaft | Industrie und Gewerbe | Handel und Dienstleistungen |
| ---- | -------------- | --------------------- | --------------------------- |
| 1895 | 63,1           | 23,1                  | 13,8                        |
| 1907 | 58,1           | 22,9                  | 19,0                        |

|      | Evangelisch | Katholisch |
| ---- | ----------- | ---------- |
| 1890 | 98,4        | 1,0        |
| 1905 | 97,4        | 1,7        |
| 1910 | 95,3        | 4,3        |

## Abgeordnete
| Wahl                                 | Abgeordneter           | Partei                  | Bild |
| ------------------------------------ | ---------------------- | ----------------------- | ---- |
| Reichstagswahl Februar 1867 bis 1871 | Julius Wiggers         | Nationalliberale Partei |      |
| Reichstagswahl 1871 bis 1876         | Friedrich Büsing       | Nationalliberale Partei | 0    |
| Reichstagswahl 1877 bis 1881         | Julius Wiggers         | unabh. Liberaler        |      |
| Reichstagswahl 1881 bis 1884         | Karl Heydemann         | Nationalliberale Partei | 0    |
| Reichstagswahl 1884 bis 1898         | Wilhelm von Schlieffen | DKP                     |      |
| Reichstagswahl 1890 bis 1912         | Carl von Treuenfels    | DKP                     | 0    |
| Reichstagswahl 1912 bis 1918         | Albrecht von Graefe    | DKP                     |      |

## Wahlen

### 1867 (Februar)
Es fand nur ein Wahlgang statt. Die Zahl der gültigen Stimmen betrug 10.474.
| Kandidat       | Partei    | Stimmen | in % | Anmerkungen |
| -------------- | --------- | ------- | ---- | ----------- |
| Julius Wiggers | bkF (Lib) | 8301    | 0    | 0           |

### 1867 (August)
Es fand nur ein Wahlgang statt. Die Zahl der gültigen Stimmen betrug 5114. 86 Stimmen waren ungültig.
| Kandidat       | Partei    | Stimmen | in % | Anmerkungen |
| -------------- | --------- | ------- | ---- | ----------- |
| Julius Wiggers | bkF (Lib) | 4489    | 0    | 0           |

### 1871
Es fand ein Wahlgang statt. 16.051 Männer waren wahlberechtigt. Die Zahl der abgegebenen Stimmen betrug 11.456, 49 Stimmen waren ungültig. Die Wahlbeteiligung betrug 71,7 %.
| Kandidat           | Partei   | Stimmen | in % | Anmerkungen |
| ------------------ | -------- | ------- | ---- | ----------- |
| Friedrich Büsing   | NLP      | 6554    | 0    | 0           |
| Graf von Bassewitz | Kons     | 4837    | 0    | 0           |
| 0                  | Sonstige | 65      | 0    | 0           |

### 1874
Es fand ein Wahlgang statt. 16.367 Männer waren wahlberechtigt. Die Zahl der abgegebenen Stimmen betrug 11.326, 53 Stimmen waren ungültig. Die Wahlbeteiligung betrug 69,5 %.
| Kandidat           | Partei   | Stimmen | in % | Anmerkungen |
| ------------------ | -------- | ------- | ---- | ----------- |
| Friedrich Büsing   | NLP      | 5968    | 0    | 0           |
| Graf von Bassewitz | Kons     | 4469    | 0    | 0           |
| C. Finn            | S (Lass) | 792     | 0    | 0           |
| 0                  | Sonstige | 97      | 0    | 0           |

### 1877
Es fand ein Wahlgang statt. 16.995 Männer waren wahlberechtigt. Die Zahl der abgegebenen Stimmen betrug 13.245, 44 Stimmen waren ungültig. Die Wahlbeteiligung betrug 78,2 %.
| Kandidat            | Partei   | Stimmen | in % | Anmerkungen |
| ------------------- | -------- | ------- | ---- | ----------- |
| Julius Wiggers      | NLP      | 6747    | 0    | 0           |
| Graf von Bassewitz  | Kons     | 4602    | 0    | 0           |
| Georg Adolf Demmler | S        | 1809    | 0    | 0           |
| 0                   | Sonstige | 87      | 0    | 0           |

### 1878
Es fanden zwei Wahlgänge statt. 17.119 Männer waren wahlberechtigt. Die Zahl der abgegebenen Stimmen betrug im ersten Wahlgang 11.808, 27 Stimmen waren ungültig. Die Wahlbeteiligung betrug 69,1 %.
| Kandidat               | Partei   | Stimmen | in % | Anmerkungen |
| ---------------------- | -------- | ------- | ---- | ----------- |
| Julius Wiggers         | NLP      | 5588    | 0    | 0           |
| Wilhelm von Schlieffen | Kons     | 5844    | 0    | 0           |
|                        | S        | 335     | 0    | 0           |
| 0                      | Sonstige | 41      | 0    | 0           |

Die Zahl der abgegebenen Stimmen betrug im ersten Wahlgang 13.681, 38 Stimmen waren ungültig. Die Wahlbeteiligung betrug 80,1 %.
| Kandidat               | Partei | Stimmen | in % | Anmerkungen |
| ---------------------- | ------ | ------- | ---- | ----------- |
| Julius Wiggers         | NLP    | 7953    | 0    | 0           |
| Wilhelm von Schlieffen | Kons   | 5728    | 0    | 0           |

### 1881
Es fanden zwei Wahlgänge statt. 17.270 Männer waren wahlberechtigt. Die Zahl der abgegebenen Stimmen betrug im ersten Wahlgang 11.637, 28 Stimmen waren ungültig. Die Wahlbeteiligung betrug 67,5 %.
| Kandidat               | Partei   | Stimmen | in % | Anmerkungen |
| ---------------------- | -------- | ------- | ---- | ----------- |
| Heydemann              | NLP      | 5798    | 0    | 0           |
| Wilhelm von Schlieffen | Kons     | 5758    | 0    | Landrat     |
| August Bebel           | S        | 155     | 0    | 0           |
| 0                      | Sonstige | 5       | 0    | 0           |

Die Zahl der abgegebenen Stimmen betrug im ersten Wahlgang 14.062, 37 Stimmen waren ungültig. Die Wahlbeteiligung betrug 81,6 %.
| Kandidat               | Partei | Stimmen | in % | Anmerkungen |
| ---------------------- | ------ | ------- | ---- | ----------- |
| Heydemann              | NLP    | 7631    | 0    | 0           |
| Wilhelm von Schlieffen | Kons   | 6431    | 0    | Landrat     |

### 1884
Es fand ein Wahlgang statt. 19.337 Männer waren wahlberechtigt. Die Zahl der abgegebenen Stimmen betrug im ersten Wahlgang 11.753, 14 Stimmen waren ungültig. Die Wahlbeteiligung betrug 60,9 %.
| Kandidat               | Partei   | Stimmen | in % | Anmerkungen |
| ---------------------- | -------- | ------- | ---- | ----------- |
|                        | NLP      | 5554    | 0    | 0           |
| Wilhelm von Schlieffen | Kons     | 5885    | 0    | Landrat     |
|                        | S        | 308     | 0    | 0           |
| 0                      | Sonstige | 6       | 0    | 0           |

### 1887
NLP und DFP konnten sich auf keinen gemeinsamen Kandidaten einigen, vereinbarten aber, in einer Stichwahl den liberalen Kandidaten zu unterstützen.
Es fand ein Wahlgang statt. 17.834 Männer waren wahlberechtigt. Die Zahl der abgegebenen Stimmen betrug im ersten Wahlgang 14.237, 11 Stimmen waren ungültig. Die Wahlbeteiligung betrug 79,9 %.
| Kandidat               | Partei   | Stimmen | in % | Anmerkungen |
| ---------------------- | -------- | ------- | ---- | ----------- |
|                        | NLP      | 4001    | 0    | 0           |
| Wilhelm von Schlieffen | Kons     | 7272    | 0    | 0           |
|                        | F        | 2434    | 0    | 0           |
|                        | S        | 501     | 0    | 0           |
| 0                      | Sonstige | 29      | 0    | 0           |

### 1890
NLP und DFP konnten sich auf keinen gemeinsamen Kandidaten einigen, vereinbarten aber, in einer Stichwahl den liberalen Kandidaten zu unterstützen.
Es fanden zwei Wahlgänge statt. Die Zahl der Wahlberechtigten betrug 17.379. Die Zahl der abgegebenen gültigen Stimmen betrug im ersten Wahlgang 14.080, 46 Stimmen waren ungültig. Die Wahlbeteiligung belief sich auf 81,0 %.
| Kandidat               | Partei   | Stimmen | in %   | Anmerkungen                         |
| ---------------------- | -------- | ------- | ------ | ----------------------------------- |
| Max von Forckenbeck    | DF       | 2418    | 17,2 % | 0                                   |
| Wilhelm von Schlieffen | Kons     | 6054    | 43,2 % | 0                                   |
| Pogge                  | NLP      | 2671    | 19,0 % | Gutsbesitzer, Blankenhof, Dammwolde |
| Peters                 | SPD      | 2882    | 20,5 % | Zigarrenmacher, Schwerin            |
| 0                      | Sonstige | 9       | 0,1 %  | 0                                   |

Die Zahl der abgegebenen gültigen Stimmen betrug in der Stichwahl 13.925, 137 Stimmen waren ungültig. Die Wahlbeteiligung belief sich auf 80,1 %.
| Kandidat               | Partei | Stimmen | in %   | Anmerkungen              |
| ---------------------- | ------ | ------- | ------ | ------------------------ |
| Wilhelm von Schlieffen | Kons   | 9639    | 69,9 % | 0                        |
| Peters                 | SPD    | 4149    | 30,1 % | Zigarrenmacher, Schwerin |

### 1893
Der BdL unterstützte Schlieffen.
Es fanden zwei Wahlgänge statt. Die Zahl der Wahlberechtigten betrug 19.148. Die Zahl der abgegebenen gültigen Stimmen betrug im ersten Wahlgang 15.575, 55 Stimmen waren ungültig. Die Wahlbeteiligung belief sich auf 81,3 %.
| Kandidat               | Partei   | Stimmen | in %   | Anmerkungen                       |
| ---------------------- | -------- | ------- | ------ | --------------------------------- |
| Gräbner                | FVP      | 3378    | 21,8 % | Prediger                          |
| Wilhelm von Schlieffen | Kons     | 6838    | 44,1 % | 0                                 |
| Pogge                  | NLP      | 1300    | 8,4 %  | 0                                 |
| Graf von Bernstorff    | MRP      | 155     | 1,0 %  | Gutsbesitzer, Regierungsrat a. D. |
| Ferdinand Kandt        | SPD      | 3811    | 24,5 % | Händler, Rostock                  |
| 0                      | Sonstige | 38      | 0,2 %  | 0                                 |

In der Stichwahl rief die NLP zur Wahl von Schlieffen auf.
Die Zahl der abgegebenen gültigen Stimmen betrug in der Stichwahl 14.225, 225 Stimmen waren ungültig. Die Wahlbeteiligung belief sich auf 74,1 %.
| Kandidat               | Partei | Stimmen | in %   | Anmerkungen      |
| ---------------------- | ------ | ------- | ------ | ---------------- |
| Wilhelm von Schlieffen | Kons   | 8824    | 63,0 % | 0                |
| Ferdinand Kandt        | SPD    | 5176    | 37,0 % | Händler, Rostock |

### 1898
Die linksliberalen Parteien hatten ein wahlkreisübergreifendes Abkommen geschlossen. Danach unterstützte die FVg die Kandidatur von Hagemeister hier (und des FVP-Kandidaten im Reichstagswahlkreis Großherzogtum Mecklenburg-Schwerin 1) und die FVP unterstütze den Kandidaten der FVg im Reichstagswahlkreis Großherzogtum Mecklenburg-Schwerin 5.
Die Konservativen wollten den Oberlandesgerichtsrat von Oertzen nominieren, dieser erhielt jedoch keine Unterstützung des BdL, der wiederum von Treuenfels aufstellte. Daraufhin zog von Oertzen seine Kandidatur zurück und die Konservativen unterstützten von Treuenfels.
Es fanden zwei Wahlgänge statt. Die Zahl der Wahlberechtigten betrug 20.005. Die Zahl der abgegebenen gültigen Stimmen betrug im ersten Wahlgang 15.677, 113 Stimmen waren ungültig. Die Wahlbeteiligung belief sich auf 78,4 %.
| Kandidat            | Partei   | Stimmen | in %   | Anmerkungen              |
| ------------------- | -------- | ------- | ------ | ------------------------ |
| Hagemeister         | FVP      | 3913    | 25,1 % | Müller, Klingendorf      |
| Carl von Treuenfels | Kons     | 6066    | 39,0 % | 0                        |
| Oertzen             | MRP      | 78      | 0,5 %  | 0                        |
| Knappe              | SPD      | 5469    | 35,1 % | Tischlermeister, Stettin |
| 0                   | Sonstige | 38      | 0,3 %  | 0                        |

Die Zahl der abgegebenen gültigen Stimmen betrug in der Stichwahl 15.426, 216 Stimmen waren ungültig. Die Wahlbeteiligung belief sich auf 77,1 %.
| Kandidat            | Partei | Stimmen | in %   | Anmerkungen              |
| ------------------- | ------ | ------- | ------ | ------------------------ |
| Carl von Treuenfels | Kons   | 8285    | 54,5 % | 0                        |
| Knappe              | SPD    | 6925    | 45,5 % | Tischlermeister, Stettin |

### 1903
Konservative und BdL unterstützten erneut von Treuenfels, die Liberalen einigten sich auf Linke.
Es fanden zwei Wahlgänge statt. Die Zahl der Wahlberechtigten betrug 19.919. Die Zahl der abgegebenen gültigen Stimmen betrug im ersten Wahlgang 16.827, 139 Stimmen waren ungültig. Die Wahlbeteiligung belief sich auf 84,5 %.
| Kandidat            | Partei   | Stimmen | in %   | Anmerkungen              |
| ------------------- | -------- | ------- | ------ | ------------------------ |
| Linke               | FVP      | 3058    | 18,3 % | Oberapotheker            |
| Carl von Treuenfels | Kons     | 7136    | 42,8 % | 0                        |
| Knappe              | SPD      | 6451    | 38,6 % | Tischlermeister, Stettin |
| 0                   | Sonstige | 15      | 0,1 %  | 0                        |

In der Stichwahl rief die FVP zur Wahl von von Treuenfels auf.
Die Zahl der abgegebenen gültigen Stimmen betrug in der Stichwahl 16.169, 267 Stimmen waren ungültig. Die Wahlbeteiligung belief sich auf 81,2 %.
| Kandidat            | Partei | Stimmen | in %   | Anmerkungen              |
| ------------------- | ------ | ------- | ------ | ------------------------ |
| Carl von Treuenfels | Kons   | 9055    | 56,9 % | 0                        |
| Knappe              | SPD    | 6847    | 43,1 % | Tischlermeister, Stettin |

### 1907
Erneut einigten sich BdL und Konservative auf der einen und die liberalen Parteien auf der anderen Seite auf jeweils einen Kandidaten.
Es fanden zwei Wahlgänge statt. Die Zahl der Wahlberechtigten betrug 19.528. Die Zahl der abgegebenen gültigen Stimmen betrug im ersten Wahlgang 17.229, 137 Stimmen waren ungültig. Die Wahlbeteiligung belief sich auf 88,2 %.
| Kandidat            | Partei   | Stimmen | in %   | Anmerkungen              |
| ------------------- | -------- | ------- | ------ | ------------------------ |
| Heinrich Hecht      | FVg      | 4056    | 23,7 % | Lehrer, Güstrow          |
| Carl von Treuenfels | Kons     | 7482    | 43,8 % | 0                        |
| Knappe              | SPD      | 5541    | 32,4 % | Tischlermeister, Stettin |
| 0                   | Sonstige | 13      | 0,1 %  | 0                        |

Die Zahl der abgegebenen gültigen Stimmen betrug in der Stichwahl 16.639, 303 Stimmen waren ungültig. Die Wahlbeteiligung belief sich auf 85,2 %.
| Kandidat            | Partei | Stimmen | in %   | Anmerkungen              |
| ------------------- | ------ | ------- | ------ | ------------------------ |
| Carl von Treuenfels | Kons   | 10.771  | 65,9 % | 0                        |
| Knappe              | SPD    | 5565    | 34,1 % | Tischlermeister, Stettin |

### 1912
Erneut einigten sich BdL und Konservative auf der einen und die liberalen Parteien auf der anderen Seite auf jeweils einen Kandidaten.
Es fanden zwei Wahlgänge statt. Die Zahl der Wahlberechtigten betrug 19.688. Die Zahl der abgegebenen gültigen Stimmen betrug im ersten Wahlgang 17.816, 194 Stimmen waren ungültig. Die Wahlbeteiligung belief sich auf 90,5 %.
| Kandidat            | Partei   | Stimmen | in %   | Anmerkungen              |
| ------------------- | -------- | ------- | ------ | ------------------------ |
| Heinrich Hecht      | FVg      | 4955    | 28,1 % | Lehrer, Güstrow          |
| Albrecht von Graefe | Kons     | 7084    | 40,2 % | 0                        |
| Knappe              | SPD      | 5579    | 31,7 % | Tischlermeister, Stettin |
| 0                   | Sonstige | 4       | 0,0 %  | 0                        |

In der Stichwahl unterstützte die NLP von Graefe und die FoVP den Sozialdemokraten.
Die Zahl der abgegebenen gültigen Stimmen betrug in der Stichwahl 17.601, 485 Stimmen waren ungültig. Die Wahlbeteiligung belief sich auf 89,4 %.
| Kandidat            | Partei | Stimmen | in %   | Anmerkungen              |
| ------------------- | ------ | ------- | ------ | ------------------------ |
| Albrecht von Graefe | Kons   | 9350    | 54,6 % | 0                        |
| Knappe              | SPD    | 7766    | 45,4 % | Tischlermeister, Stettin |